# Gran desplazamiento vocálico
El gran desplazamiento vocálico (GVS por sus siglas en inglés, Great Vowel Shift) fue un cambio sustancial y amplio producido en la pronunciación del idioma inglés, que tuvo lugar en el sur de Inglaterra y consistió en la transformación de los sonidos vocales de forma gradual entre los años 1200 y 1600. El término fue acuñado por el anglicista y lingüista danés Otto Jespersen, quien estudió el fenómeno.

## Evolución
Originalmente las vocales del inglés antiguo tenían sonidos muy similares a las de otros idiomas europeos relacionados (neerlandés y alemán, hoy ampliamente divergentes) y similares a los sonidos vocálicos del latín eclesiástico. Sin embargo, por razones aún no muy claras todas las vocales, principalmente las vocales largas, comenzaron a variar con el transcurso de los años. Algunas teorías atribuyen la causa a las emigraciones masivas al sudeste de Inglaterra a consecuencia de la peste negra, donde confluyeron diferentes acentos vigentes en dialectos de otras regiones de la isla. 
A modo de ejemplo el dialecto de Londres del año 1500 tenía alrededor de 19 sonidos de vocales distintos. Muchos de ellos provenían del inglés antiguo, y sus dialectos, pero otros fueron adquiridos del francés, hablado por los normandos que conquistaron Inglaterra en 1066.
La evolución en la manera de pronunciar las vocales largas marca la principal diferencia entre la pronunciación del Inglés Medio y el Inglés Moderno. Durante el siglo XVI, el sistema de vocales se simplifica a alrededor de 15 vocales y diptongos distintos.
Las vocales simples cortas "a" (de valor IPA /æ/), "e", "i", u "o" no cambian casi nunca sustancialmente, pero pueden variar en su altura o fondo.
Los sonidos de las vocales largas evolucionaron a otras vocales o a diptongos (diptongación), por ejemplo:
- a /ɑ/ > ei /ei/
- ai /æi/ (variedad francesa de "e")> ei /ei/
- e > iy /ij/
- i > ai /aj/
- o > ou /ou/
- u /y/ (que tenía sonido de "u" francesa) > yu /ju/
- ea /ɛ:/ (otra variedad de "e") > iy
- oo /ɔ:/ (variedad de "o") > u
- ou /u/ (que tenía sonido de "u") > au

La vocal simple corta "u" se cambió en algunas palabras a una vocal más central o neutra /ʌ/, y en otras palabras no cambió.
En el siglo XV la "e" final comenzó a elidirse; antes tenía el valor de schwa /ə/. La vocal antes de la "e muda" ("silent e") casi siempre se alargó. ("Make" tenía valores de "makə" > "ma:k" > "meɪk".)
También el sonido "gh" /x/ o /ɣ/ (que tenía el valor de la jota del español moderno) en muchos casos comenzaba a ser mudo. Su efecto sobre la vocal que venía antes de "gh" fue alargarla.
Algunos efectos del gran desplazamiento vocálico se aprecian en palabras similares:
- La palabra "can" ("puedo") no cambió su pronunciación /kæn/.
- La palabra "cane" ("caña") cambió su pronunciación de /kanɘ/ a /keɪn/.

| ejemplo | pronunciación vocálica       | pronunciación vocálica           |
| ejemplo | Antes del GVS (Inglés medio) | Después del GVS (Inglés moderno) |
| ------- | ---------------------------- | -------------------------------- |
| bite    | /iː/                         | /aɪ/                             |
| meet    | /eː/                         | /iː/                             |
| meat    | /ɛː/                         | /iː/                             |
| mate    | /aː/                         | /eɪ/                             |
| out     | /uː/                         | /aʊ/                             |
| boot    | /oː/                         | /uː/                             |
| boat    | /ɔː/                         | /oʊ/                             |

El siguiente cuadro resume los cambios diacrónicamente:

## Causas
No existe consenso académico sobre el porqué del desplazamiento intervocálico, aunque se sabe que se dio entre los siglos XV y XVI, al final de la Edad Media, mientras se daban el Renacimiento y se descubría América. Las diferentes teorías son:
- Migración de la población: algunos estudiosos han argumentado que la rápida migración de los pueblos del norte de Inglaterra al sureste tras la peste negra provocó una mezcla de acentos que forzó un cambio en la lengua vernácula estándar londinense.

- Préstamos franceses: otros afirman que la afluencia de préstamos de la lengua francesa pudo ser un factor importante en el cambio.
- Hipercorrección de la clase media: debido al creciente prestigio de las pronunciaciones francesas entre las clases medias (quizás relacionado con el cambio de la aristocracia inglesa del francés al inglés en esta época), un proceso de hipercorrección puede haber iniciado un cambio que involuntariamente resultó en pronunciaciones de vocales que son imitaciones inexactas de pronunciaciones francesas.
- Guerra con Francia: una teoría opuesta afirma que las guerras con Francia y los sentimientos generales antifranceses causaron hipercorrección deliberadamente para hacer que el inglés sonara menos parecido al francés.

## Excepciones
No todas las palabras sufrieron desplazamiento vocálico. La secuencia ea cambió mayoritariamente su sonido de [ɛː] a [iː], como por ejemplo read /ɹiːd] o dear /dɪəɹ/. Sin embargo hay muchos ejemplos en los que el cambio no se produjo de la misma forma, como great /gɹeɪt/, break /bɹeɪk/, steak /steɪk/, head /hɛd/, swear /swɛəɹ/, o bear /bɛəɹ/. 